# Cozieni (okręg Ilfov)
Cozieni – wieś w Rumunii, w okręgu Ilfov, w gminie Găneasa. W 2011 roku liczyła 832 mieszkańców.